# Through my Window – Über das Meer
Through my Window – Über das Meer (Originaltitel: A través del mar) ist ein spanisches Filmdrama aus dem Jahr 2023 von Marçal Forés. In den Hauptrollen sind Clara Galle, Julio Peña und Guillermo Lasheras zu sehen. Der Film ist die Fortsetzung von Through my Window – Ich sehe nur dich, der 2022 veröffentlicht wurde. Das Drehbuch wurde erneut von Ariana Godoy geschrieben, auf deren Roman der Vorgänger beruhte.
Through my Window – Über das Meer wurde am 23. Juni 2023 weltweit auf dem Video-on-Demand-Portal Netflix veröffentlicht.

## Handlung
Ares zieht zum Studieren nach Stockholm, sodass Raquel und er eine Fernbeziehung führen. Diese stellt beide jedoch vor größere Herausforderungen als zuerst angenommen. Als sie sich im Sommer dann endlich wiedersehen, sorgen die Zeit ohne einander und währenddessen neu kennengelernte Menschen für Probleme und stellen das Liebesglück der beiden auf die Probe. Zudem traut sich Raquel nicht ein von ihrer Dozentin gelobtes Manuskript an einen empfohlenen Verlag zu schicken.
Während sie ein Wochenende mit Partys auf einer Finka der Familie Hidalgo verbringen, kommt Yoshi Ana näher. Auf der Flucht mit einem gestohlenen Motorrad vor einer Gruppe Jugendlicher, mit der er zuvor bereits Streit gehabt hat, und dem Versuch die zuvor versetzte Ana in einem Leuchtturm zu besuchen, verunglückt Yoshi jedoch tödlich. Nach seiner Beerdigung stellt sich heraus, dass er heimlich das Manuskript an den besagten Verlag geschickt hat, und dieser das Manuskript veröffentlichen will.

## Hintergrund
Nach dem Erfolg des ersten Teils wurden von Netflix im Februar 2022 zwei Fortsetzungen zum Film angekündigt. Die Dreharbeiten begannen am 4. April 2022 in Katalonien.

## Synchronisation
Die deutsche Synchronisation entstand unter dem Dialogbuch und der Dialogregie von Marlene Opitz durch die Deluxe Media GmbH in Hamburg.
| Schauspieler       | Rollenname      | Synchronsprecher |
| ------------------ | --------------- | ---------------- |
| Clara Galle        | Raquel Mendoza  | Elise Eikermann  |
| Julio Peña         | Ares Hidalgo    | Lino Böttcher    |
| Eric Masip         | Artemis Hidalgo | Markus Hanse     |
| Emilia Lazo        | Claudia         | Jannika Jira     |
| Natalia Azahara    | Daniela         | Leonie Landa     |
| Ivan Lapadula      | Gregory         | Jesse Grimm      |
| Andrea Chaparro    | Vera            | Liza Ohm         |
| Guillermo Lasheras | Yoshi           | Flemming Stein   |